# Helmut Rieth
Helmut Rieth (* 10. Juni 1954 in Blankenhain) ist ein deutscher Politiker (SPD) und ehemaliger thüringischer Landtagsabgeordneter.

## Leben
Helmut Rieth ist verheiratet und hat zwei Kinder. Nach dem Abitur begann er ein Studium an der FSU Jena, das er 1979 beendete. Anschließend arbeitete er fünf Jahre lang als Lehrer in Gotha. 1984 wechselte er nach Berlin. Diese Stelle gab er auf und kehrte 1986 nach Gotha zurück, wo er als Fachschullehrer für Deutsche Sprache und Literatur an der Pädagogischen Schule für Kindergärtnerinnen tätig war. Nach seiner Entlassung 1989 lehrte er an einer Berufsschule.
Ab 1990 gehörte Rieth dem Kreistag Gotha an und hatte die Position eines Beigeordneten inne. Er war Vorsitzender des SPD-Stadtverbands Gotha. Während der ersten Wahlperiode des Thüringer Landtags (1990 bis 1994) war er Mitglied im Innen- und Bildungsausschuss und in der zweiten Wahlperiode (1994 bis 1999) im Innenausschuss. Außerdem gehörte er zum Landeskuratorium für politische Bildung. Helmut Rieth bekleidete die Funktion des stellvertretenden Landesvorsitzenden der SGK Thüringen und war kommunalpolitischer Sprecher der SPD-Landtagsfraktion.
2004–2008 war er partei- und fraktionsloses Mitglied im Gothaer Stadtrat.